# Cycas calcicola
Cycas calcicola — вид голонасінних рослин класу саговникоподібні (Cycadopsida).

## Опис
Стебла деревовиді, до 3 м у висоту і 30 см в діаметрі. Листя темно-зелене, напівглянсове, 60–130 см завдовжки. Пилкові шишки від вузько-яйцюватих до веретеновидих, оранжеві або зелені, довжиною 25–30 см, 5–7 см діаметром. Мегаспорофіли 12–18 см завдовжки, сіро-повстяні і коричнево-повстяні. Насіння плоске, яйцюате, 25–31 мм завдовжки, 23–30 мм завширшки; Саркотеста оранжево-коричнева, товщиною 2,5–3 мм.

## Поширення, екологія
Цей вид зустрічається в північній частині Північної Території Австралії на висотах від 123 до 155 м над рівнем моря. Росте в розрідженому, низькорослому лісі або на, або поруч з вапняком. Цей вид зустрічається часто на не вапняних поверхнях, таких як пісковики, піщані наноси і глиноземні сланці. Річні опади 750 мм з літнім максимумом. Літні денні температури 25/38 °C; зимові — 15/30 °C.

## Загрози та охорона
Живе в місцях, схильних до високої частоти пожеж. Популярна декоративна рослина для посадки в районах з кліматом, близьким до рідного. Велика кількість рослин знаходиться в Національному парку Личфілд і менше населення в Природного парку Кінторські Печери біля Кетрін.